# 薩爾瓦多聖薩爾瓦多聖殿
薩爾瓦多聖薩爾瓦多聖殿是耶穌基督後期聖徒教會的第 135 座聖殿。這是中美洲建造的第四座聖殿，也是建造在薩爾瓦多的第一座聖殿。 

## 歷史
2007年宣布，聖殿于2008年9月开始建设。 9月20日，教會七十員和教会中美洲地区会长唐·克拉克 ( Don R. Clarke ) 主持了奠基儀式。
這座聖殿位於聖薩爾瓦多西南的富裕地區安蒂果庫斯卡特蘭。聖殿及其場地背景可見聖薩爾瓦多火山。
計劃於2011年7月1日至23日舉行公共開放日。  這座聖殿於2011年8月21日舉行了三場奉獻儀式。 